# Henryk Synoracki
 (juin 2014).
 (août 2020).
Henryk Synoracki (né en 1947 à Buk en Pologne) est un pilote motonautique polonais. Il est double champion du monde et quintuple champion d'Europe.

## Palmarès

### Championnats du monde
- 1997  médaille d'or  classe O-250
- 1998  médaille d'argent  classe O-350
- 1999  médaille de bronze classe O-250
- 2000  médaille d'argent classe O-250
- 2002  médaille d'argent classe O-250
- 2003  médaille de bronze classe O-250
- 2004  médaille d'or classe O-350
- 2006  médaille de bronze classe O-350

### Championnats d'Europe
- 1996  médaille d'argent classe O-250
- 1998  médaille d'argent classe O-250
- 1999  médaille d'or  classe O-250,  médaille d'or  classe O-350
- 2000  médaille de bronze  classe O-250
- 2002  médaille d'or  classe O-125
- 2003  médaille d'or  classe O-125
- 2004  médaille d'argent classe O-250,  médaille de bronze classe O-350
- 2005  médaille d'or  classe O-250